# 图柳什卡市镇
图柳什卡市镇（俄语：Тулюшское муниципальное образование）是俄罗斯联邦伊尔库茨克州奎屯区所属的一个市镇。其下辖有个居民点，行政中心为图柳什卡。据2016年统计，该市镇的人口为1720人。